# Gulussa
Gulussa era o segundo filho legítimo de Masinissa. Gulussa tornou-se rei da Numídia junto com seus dois irmãos por volta de 148 aC e reinou como parte de um triunvirato por cerca de três anos.  

## Biografia
Ressuscitando, talvez, um costume líbio que compartilhava a autoridade entre três pessoas, Cipião Emiliano estabeleceu os três filhos legítimos sobreviventes como reis: Micipsa, Gulussa e Mastanabal. O poder real foi dividido entre os três príncipes. Micipsa, o mais velho, estava encarregado da administração; foi a ele que Masinissa deu seu anel que, a julgar pelas estelas do estilo Abizar, era um sinal de poder. Gulussa recebeu o comando dos exércitos. Quanto a Mastanabal, que teria sido instruído em grego, ele foi acusado de justiça e relações com líderes tribais vassalos.

## Vida posterior
Após o assentamento de 148 aC, não há mais informações sobre Gulussa ou Mastanabal. Nada se sabe sobre as datas de suas mortes e o fim do reinado triunviral. Pode-se deduzir da dedicação do templo de Massinissa em Dougga que por volta de 139 aC Micipsa reinou sozinho sobre a Numídia.